# 张涛 (银行家)
张涛（1963年12月—），银行经济学家，经济学博士。

## 生平
毕业于清华大学自动化系、清华大学经济管理学院和加州大学圣克鲁斯分校。2004年进入中国人民银行工作，历任研究局副局长、国际司副司长、调查统计司司长、司长兼上海总部国际部主任、驻国际货币基金组织中国执行董事、央行条法司司长、党委委员。2016年5月，任中国人民银行副行长。2016年8月，任国际货币基金组织副总裁。2016年10月，不再担任央行副行长。